# Valorizzazione delle risorse umane
Un'azienda per poter produrre beni o servizi ha bisogno di acquisire personale dotato di adeguate capacità e competenze e di inserirlo all'interno dell'organizzazione, instaurando con lo stesso una relazione sia contrattuale che psicologica.
Quando si parla di “ciclo delle risorse umane”, si deve tener presente che la valorizzazione è l'ultimo step del ciclo stesso e consiste nella verifica dell'aumento di valore al quale il processo produttivo ha condotto.
Può la valutazione del personale essere vista come un sistema di valorizzazione dello stesso e dell'azienda?
La valutazione, oltre ad un mezzo per ottenere dati oggettivi sui quali basare eventuali ricompense per i lavoratori, può essere anche un mezzo per misurare come comportamenti e competenze degli stessi influiscano sulla crescita del valore aziendale.
La valutazione quindi può essere vista non solo come forma di controllo dei lavoratori, ma anche come possibilità di passaggio di informazioni e di scambio.
A seconda della cultura organizzativa cui ci si riferisce, la valutazione può assumere connotazioni differenti:
ad esempio nella Pubblica Amministrazione, nella quale la burocrazia e molto accentuata, la valutazione è per lo più messa in atto per effettuare forme di controllo di un superiore nei confronti di dipendenti subordinati gerarchicamente, mentre in una impresa nella quale vi è una forte spinta all'innovazione e alla crescita, la valutazione potrà diventare un mezzo di condivisione delle informazioni, accrescendo in questo modo le competenze tanto dei lavoratori quanto dell'azienda, contribuendone alla valorizzazione. 
Fonte Bibliografica:
G. Costa e M. Gianecchini – “Risorse umane – persone, relazioni e valore” – Ed. McGraw-Hill